# Базарбаев, Кудайберген Базарбаевич
Базарбаев Кудайберген Базарбаевич (род. 13 ноября 1958, Ат-Баши, Тянь-Шанская область) — видный киргизский государственный и политический деятель. Руководитель Государственного агентства по делам госслужбы и МСУ Кыргызской Республики с 13 октября 2021 по 7 сентября 2023 года..

## Биография
Родился в селе Ат-Башы, Нарынской области.
Учился в Киргизском Государственном Национальном Университете (1982), филолог.
Являлся депутатом:
- 1990—1994 — депутат Октябрьского райсовета г. Бишкек
- 1994—1999 — депутат Бишкекского городского Кенеша
- 2004—2008 — депутат Бишкекского городского Кенеша

### Политическая карьера
- 1982 — Секретарь комитета комсомола Факультета иностранных языков Киргизского государственного университета; орг отдел Ленинского районного комсомола
- 1985 — Лектор, заведующий лекторской группы отдела пропаганды и культурно-массовой работы ЦК Комсомола Киргизии;
- 1987 — Инструктор, заместитель заведующего, заведующий кабинетом политпросвещения отдела пропаганды и агитации Ленинского Райкома Компартии Киргизии г. Фрунзе;
- 1990 — Инструктор отдела пропаганды и агитации Фрунзенского горкома партии;
- 1990 — Заведующий идеологическим отделом Октябрьского райкома Компартии Киргизии г. Фрунзе;
- 1990 — Первый заместитель Октябрьского районного совета народных депутатов г. Фрунзе;
- 1993 — Заведующий сектором; отдела кадров Аппарата Президента Кыргызской Республики;
- 1998 — Заместитель главы, первый заместитель главы Первомайской райгосадминистрации г. Бишкек;
- 2001 — Начальник Управления анализа источников доходов маркетинга мэрии города Бишкек, вице-мэр города Бишкек;
- 2002 — Первый заместитель главы Октябрьской районной администрации мэрии города Бишкек;
- 2004 — Директор Октябрьского комбината благоустройства, санитарной очистки и озеленения;
- 2007 — Первый заместитель главы Октябрьской районной администрации мэрии города Бишкек;
- 2007 — Руководитель Аппарата Правительства — Министр Кыргызской Республики;
- 2010 — Руководитель аппарата Центральной избирательной комиссии по выборам и проведению референдумов Кыргызской Республики;
- 2012 — Заведующий отделом депутатской фракции «Ата Мекен» Жогорку Кенеша Кыргызской Республики;
- 2013 — Заместитель министра культуры, туризма Кыргызской Республики[2];
- 2016 Министр социального развития Кыргызской Республики;
- 2018 — Национальный консультант Всемирной продовольственной программы ООН в Кыргызской Республике;
- 2020 — Проректор по учебной работе и развитию государственного языка Академии государственного управления при Президенте Кыргызской Республики;
- 2021 — Заведующий отделом мониторинга гуманитарного развития и взаимодействия с институтами гражданского общества Аппарата Президента Кыргызской Республики[3];
- С 12 октября 2021 Министр труда, социального обеспечения и миграции Кыргызской Республики[1];

## Награды
- Орден «Манас» III степени (2023)[4]
- Почётное звание «Заслуженный работник государственной службы Кыргызской Республики»
- Классный чин Государственный советник государственной службы 1 класса
- Почётная грамота Кыргызской Республики
- «Отличник муниципальной службы»
- «Отличник социальной защиты Кыргызской Республики»
- Юбилейная медаль «Манас-1000», Памятная медаль «Ош-ЗООО»
- Почётный гражданин города Бишкек